# Bill Cartwright
James William "Bill" Cartwright (ur. 30 lipca 1957 w Lodi) – amerykański koszykarz, występujący na pozycji środkowego, trzykrotny mistrz NBA z drużyną Chicago Bulls, uczestnik meczu gwiazd NBA, po zakończeniu kariery zawodniczej trener koszykarski, obecnie trener reprezentacji Meksyku.
Ukończył University of San Francisco. Wybrany z 3. numerem w drafcie od 1979 r. grał w drużynach New York Knicks, Chicago Bulls i Seattle SuperSonics. Mimo iż jedyny występ w All Star Game zanotował grając w Nowym Jorku, największe sukcesy odniósł grając w Chicago, gdzie był podstawowym centrem trzykrotnej mistrzowskiej drużyny Byków w latach 1991-1993. 
Przybył do Chicago Bulls w zamian za Charlesa Oakleya, gdzie narósł jego konflikt z Michaelem Jordanem. 
Po zakończeniu kariery zawodniczej został trenerem. W latach 1996–2001 pracował w Chicago Bulls jako asystent trenera. W 2001 roku objął stanowisko głównego szkoleniowca drużyny. funkcję tę pełnił do 2003. Następnie (2004) został asystentem trenera w New Jersey Nets. W 2008 objął to samo stanowisko u boku Alvina Gentry'ego w Phoenix Suns. Po czterech latach w Arizonie został zwolniony.
Sezon 2013/14 spędził w Japonii, trenując zespół Osaka Evessa w BJ League (drugiej lidze japońskiej). We wrześniu 2014 roku został trenerem kadry Meksyku.

## Osiągnięcia
NCAA
- 3–krotny Zawodnik Roku Konferencji West Coast (WCC – 1977–1979)[8]
- Wybrany do:
  - II składu All-American (1977, 1979)[9]
  - składu 50 najlepszych sportowców w historii WCC - WCC’s 50 Greatest Student-Athletes of All–Time[10]
  - Galerii Sław Sportu Sacramento - Sacramento Sports Hall Of Fame[8]

NBA
- 3-krotny mistrz NBA (1991-1993)[2]
- Uczestnik meczu gwiazd NBA (1980)[3]
- Wybrany do I składu debiutantów NBA (1980)[11]

Trenerskie
- 2-krotny mistrz NBA jako asystent trenera (1997-1998)[2]